# Freckenfeld

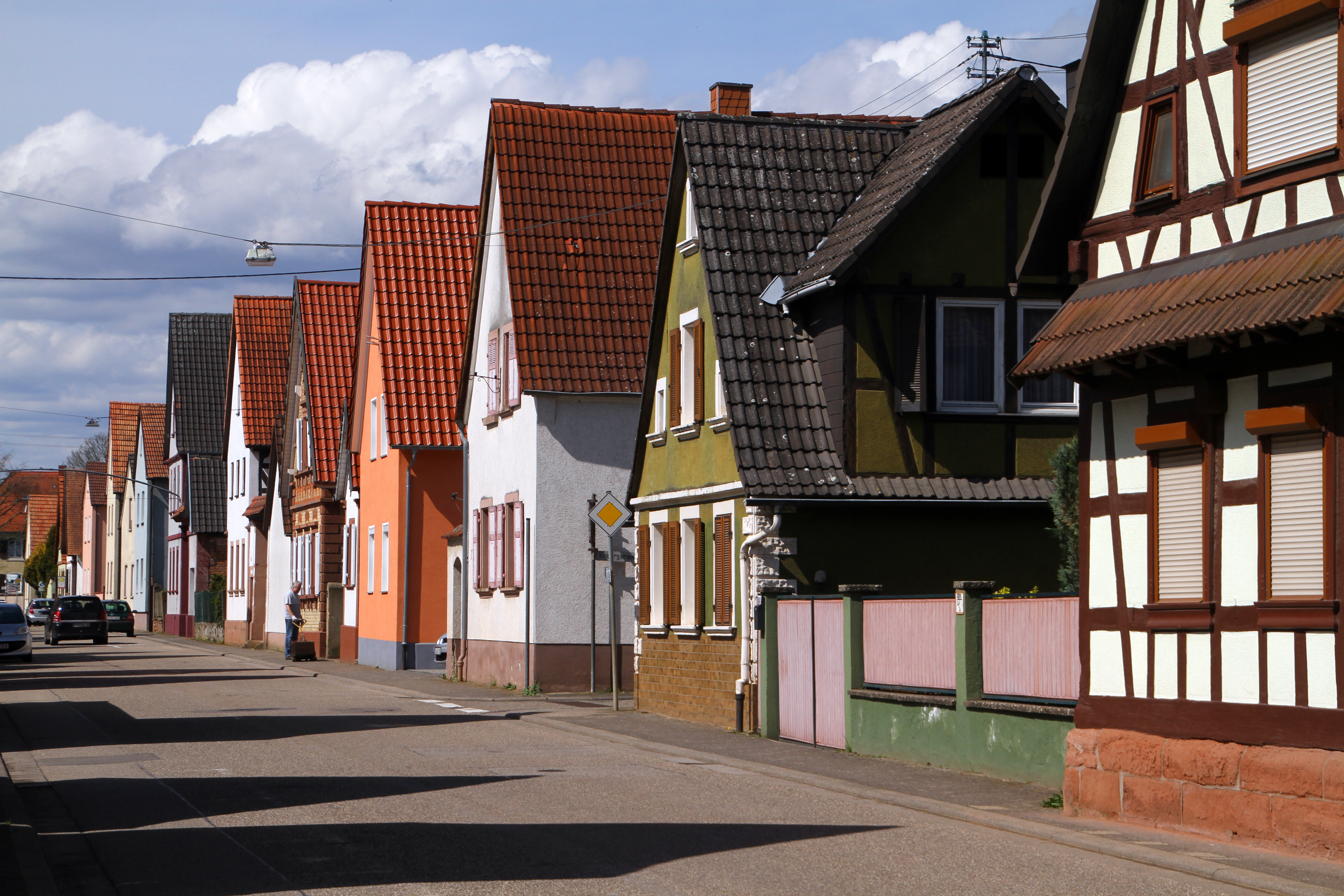
Ortsbild von Freckenfeld

Freckenfeld ist eine Ortsgemeinde im Landkreis Germersheim in Rheinland-Pfalz. Sie gehört der Verbandsgemeinde Kandel an.

## Geographie

### Lage
Freckenfeld liegt zwischen Karlsruhe und Landau in der Pfalz am nördlichen Rand des Bienwald. Zur Gemeinde gehören auch die Wohnplätze In den Dorfwiesen und Welschhof.

### Gewässer
Mitten durch die Gemarkung verläuft der Otterbach; von links nimmt er den Dorfbach auf. Weiter südlich von ihm der Bruchbach. Der Neugraben bildet im Süden die Gemarkungsgrenze zu Wörth am Rhein. Durch den Norden der Gemeindegemarkung fließt der Dierbach.

## Geschichte
Verschiedene Gefäßfunde und Münzen aus der Zeit um 50 v. Chr. deuten auf eine frühzeitige Besiedlung der Freckenfelder Gemarkung hin. Schriftliche Aufzeichnungen über den Ort ergeben sich jedoch erst aus einer Schenkungsurkunde des Jahres 982. Ebenso wie viele andere Gemeinden des Kreises hat der Ort in seiner langen Geschichte zahlreiche Herrschafts- und Namensänderungen mitgemacht. Aus dem ursprünglichen Namen Frichonvelt, der von einem fränkischen Vasallen namens Frico abgeleitet wird, entstand nach mehreren Lautverschiebungen im Laufe der Jahrhunderte der heutige Ortsname.
König Wenzel verpfändete das ursprünglich freie Reichsdorf 1379 an Kurfürst Ruprecht I. von der Pfalz.
Bis Ende des 18. Jahrhunderts gehörte der Ort zu Pfalz-Zweibrücken und unterstand dort dem Oberamt Guttenberg.
Von 1798 bis 1814, als die Pfalz Teil der Französischen Republik (bis 1804) und anschließend Teil des Napoleonischen Kaiserreichs war, war Freckenfeld in den Kanton Kandel eingegliedert. 1815 wurde der Ort Österreich zugeschlagen. Bereits ein Jahr später wechselte der Ort in das Königreich Bayern. Von 1818 bis 1862 gehörte der Ort dem Landkommissariat Germersheim an; aus diesem ging das Bezirksamt Germersheim hervor. Seit 1939 ist Freckenfeld Bestandteil des Landkreises Germersheim.
Im Jahr 1852 wurde der protestantische Theologe Theodor Culmann (Bruder des Begründers der grafischen Statik Karl Culmann) Pfarrer der Dorfgemeinde, wohin seine Mutter, eine geborene Böll, zuvor nach dem Tod ihres Mannes zurückgekehrt war, und Schulinspektor des Bezirks. In Freckenfeld verfasste er sein ethisches Erstlingswerk Dornröschen, eine kosmogonische Dichtung nach Plato und Jakob Böhm und entwarf seine Christliche Ethik, die er in Speyer abschloss. Fritz Culmann, der Sohn von Theodor Culmann und seiner Frau, der Tochter des Konsistorialrats Börsch in Speyer, starb kurz bevor sie 1859 nach Speyer wegzogen im Alter von fünf Jahren in Freckenfeld.
Nach dem Krieg wurde Freckenfeld innerhalb der französischen Besatzungszone Teil des damals neu gebildeten Landes Rheinland-Pfalz. Im Zuge der ersten rheinland-pfälzischen Verwaltungsreform wurde die Gemeinde 1972 in die neu gebildete Verbandsgemeinde Kandel eingegliedert.

## Bevölkerung

### Einwohnerentwicklung
Wenn nicht gesondert aufgeführt, ist die Quelle der Daten das Statistische Landesamt Rheinland-Pfalz.
| Jahr | Einwohner |
| ---- | --------- |
| 1802 | 1.170     |
| 1815 | 1.365     |
| 1835 | 1.420     |
| 1849 | 1.450     |
| 1861 | 1.313     |
| 1871 | 1.277     |
| 1905 | 1.276     |

| Jahr | Einwohner |
| ---- | --------- |
| 1939 | 1.631     |
| 1950 | 1.153     |
| 1965 | 1.257     |
| 1970 | 1.312     |
| 1975 | 1.239     |
| 1980 | 1.318     |
| 1985 | 1.341     |

| Jahr | Einwohner |
| ---- | --------- |
| 1990 | 1.461     |
| 1995 | 1.501     |
| 2000 | 1.663     |
| 2005 | 1.649     |
| 2010 | 1.559     |
| 2015 | 1.597     |
| 2020 | 1.563     |

### Konfessionsstatistik
2012 waren 50,7 % der Einwohner evangelisch und 26,4 % katholisch. Die übrige 22,9 % gehörten einer anderen Glaubensgemeinschaft an oder waren konfessionslos. Derzeit (Stand Juli 2025) sind von den Einwohnern 36,5 % evangelisch, 22,7 % katholisch und 40,8 % sind konfessionslos oder gehören einer anderen Glaubensgemeinschaft an. Der Anteil der evangelischen und katholischen Kirchenmitglieder an der Gesamtbevölkerung ist demnach im beobachteten Zeitraum gesunken.
Im Jahr 1871 waren von insgesamt 1277 Einwohnern 1065 evangelisch (83 %), 211 katholisch (17 %) und eine Person jüdisch.

## Politik

### Gemeinderat
Der Gemeinderat in Freckenfeld besteht aus 16 Ratsmitgliedern, die bei der Kommunalwahl am 9. Juni 2024 in einer personalisierten Verhältniswahl gewählt wurden, und dem ehrenamtlichen Ortsbürgermeister als Vorsitzendem.
Die Sitzverteilung im Gemeinderat:
| Wahl | SPD | CDU | FDP | FWF * | GfF * | Gesamt   |
| ---- | --- | --- | --- | ----- | ----- | -------- |
| 2024 | 7   | 4   | –   | 4     | 1     | 16 Sitze |
| 2019 | 5   | 6   | –   | 5     | –     | 16 Sitze |
| 2014 | 7   | 6   | –   | 3     | –     | 16 Sitze |
| 2009 | 7   | 6   | 1   | 2     | –     | 16 Sitze |
| 2004 | 8   | 4   | 1   | 3     | –     | 16 Sitze |

### Ortsbürgermeister
Marc Ulm (SPD) wurde am 4. September 2024 Ortsbürgermeister von Freckenfeld. Bei der Direktwahl am 9. Juni 2024 hatte er sich mit einem Stimmenanteil von 61,0 % gegen den bisherigen Amtsinhaber durchgesetzt.
Ortsbürgermeister seit 1974:
- 1974–2004: Theo Kuhn (SPD)
- 2004–2019: Gerlinde Jetter-Wüst (SPD)
- 2019–2024: Martin Thürwächter (CDU)[15]
- seit 2024: Marc Ulm (SPD)

### Wappen
| Wappen von Freckenfeld | Blasonierung: „In Rot auf gewölbtem grünen Boden ein silbernes Tor (Dampfnudeltor), in dessen Bogen schwebend der silberne Großbuchstabe F.“ |
| Wappen von Freckenfeld | Es wurde 1950 vom Mainzer Innenministerium genehmigt und zeigt das Wahrzeichen von Freckenfeld.                                              |

### Gemeindepartnerschaften
Mit Telfes im Stubai in Österreich wird eine Partnerschaft gepflegt.

## Kultur und Sehenswürdigkeiten

### Kulturdenkmäler
Ein originelles Zeugnis der Geschichte ist das mit 1286 Dampfnudeln verzierte Dampfnudeltor, das an ein Ereignis im Dreißigjährigen Krieg erinnert.

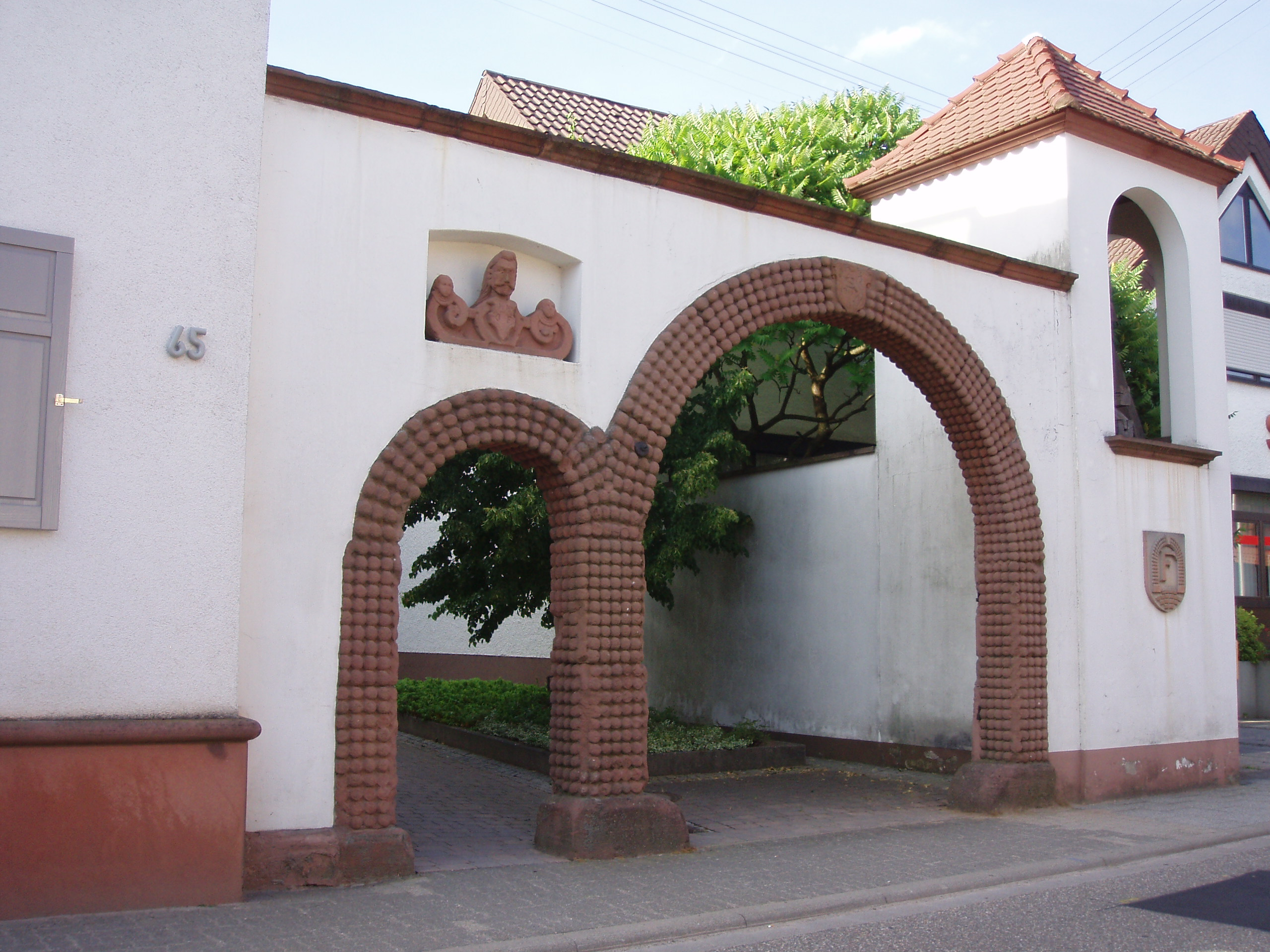
Das Dampfnudeltor

Ein schwedisches Reiterschwadron stellte eine hohe Geldforderung an die Bürger, obwohl die Schweden wie die Gemeindebürger damals Lutheraner waren, und drohte Plünderung und Mord an. Eine Abordnung der Freckenfelder erreichte aber bei dem schwedischen Hauptmann die Abmilderung auf die Forderung, dass er und seine Soldaten zufriedenstellend verköstigt werden müssten. Dann würde er die Bevölkerung verschonen. Daraufhin ließ Bäckermeister Johannes Muck seine Frau mit der Magd einen großen Kessel Soße kochen und gab den Befehl diese Soße kräftig mit Wein abzuschmecken. Er selbst backte mit seinen Gesellen Dampfnudeln, bis jeder Soldat satt war, insgesamt 1286 Stück. Die Schwadron akzeptierte das servierte Gericht zufrieden und verschonte das Dorf vor weitergehender Erpressung oder gar Zerstörung und Mord.
Ebenfalls denkmalgeschützt ist die Simultankirche.

### Natur
Das EU-Vogelschutzgebiet Bienwald und Viehstrichwiesen erstreckt sich unter anderem über die Gemeinde, ebenso das Naturschutzgebiet Bruchbach-Otterbachniederung. Mit der Wildbirne in der Lindenstraße, die innerhalb von Deutschland zu den dicksten Obstbäumen gehört, existiert innerhalb des Gemeindegebiets außerdem ein Naturdenkmal.

### Soziales
Vor Ort befindet sich seit 2019 in Form eines Kühlschrankes ein öffentlicher Bücherschrank.

## Wirtschaft und Infrastruktur

### Wirtschaft
Im Ort wird Weinbau betrieben. Hier befindet sich die Einzellage Gräfenberg (140,45 ha) als Teil der Großlage Guttenberg im Weinanbaugebiet Pfalz. In den Jahren 2017 und 2018 entstand vorort der Windpark Freckenfeld. Die Gemeinde gehört außerdem zum Geschäftsgebiet der VR Bank Südpfalz. 2024 wurde der Dorfladen Freckenfeld als 24/7-Geschäft mit Selbstbedienungskassen eröffnet. Es handelte sich um eine Wiedereröffnung mit neuem Betreiber und Konzept, nachdem bereits zuvor einige Jahre ein Laden in dem Gebäude in der Ortsmitte existiert hatte.

### Verkehr
Östlich der Gemeinde verläuft die Bundesstraße 427, die Freckenfeld mittels der Landesstraße 546 an das überörtliche Verkehrsnetz anschließt. Von letzterer zweigt die Kreisstraße 15, die in den Bienwald hineinführt. Nächstgelegener Bahnhof ist Winden. Freckenfeld selbst ist über die Buslinie 547, die die Bahnhöfe Kandel und Bad Bergzabern miteinander verbindet, an das Nahverkehrsnetz angeschlossen.

### Behörden
Die Gemeinde gehört zum Zuständigkeitsbereich des Amtsgericht Kandel.

### Tourismus
Durch den Norden der Gemeindegemarkung verläuft der Petronella-Rhein-Radweg.

## Persönlichkeiten

### Ehrenbürger
- Ludwig Becker (1903–1980), protestantischer Pfarrer, Ehrenbürgerschaft verliehen am 23. Mai 1968.[21]
- Theo Kuhn (1931–2013), Ortsbürgermeister 1974–2004, Ehrenbürgerschaft verliehen am 24. April 2005.[22]

### In Freckenfeld geboren
- Johannes Lohr (1875–1941), protestantischer Pfarrer
- Andreas Ubhauser (ca. 1765–1822) Orgelbauer in Heidelberg, dito sein Bruder Wendelin Ubhaus, ebenfalls Orgelbauer.

### Personen, die vor Ort gewirkt haben
- Hans von Gemmingen († 1552), wurde 1544 Pfalzgrafen mit Freckenfeld belehnt